# James "Sonny" Crockett
El detective James "Sonny" Crockett es un personaje ficticio de la serie de televisión de la NBC Miami Vice. Crockett fue retratado originalmente por Don Johnson en la serie de televisión de 1984 a 1990 y, más tarde, también por Colin Farrell en el largometraje de 2006. Crockett apareció en todos los episodios de Miami Vice, excepto en el quinto de la temporada "Borrasca". También ha aparecido en videojuegos y en varios referentes de la cultura popular del espectáculo.

## Apariciones

### Televisión

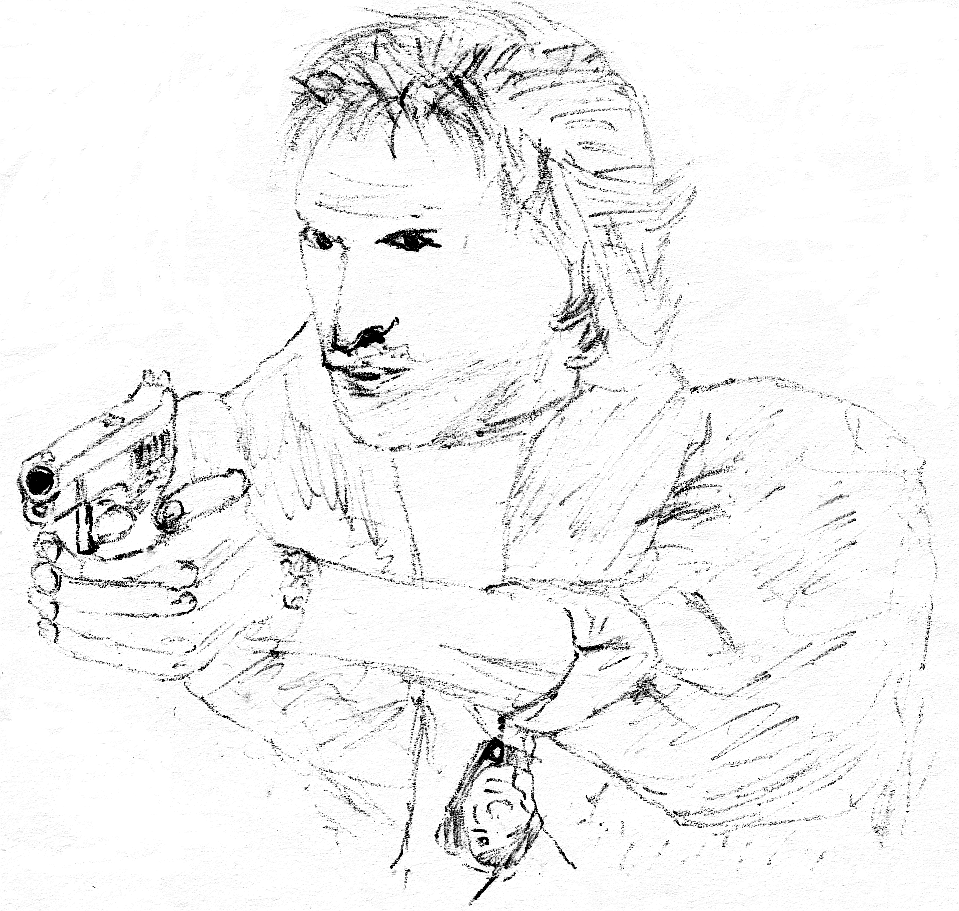
Dibujo del personaje.

James Crockett, más conocido como "Sonny", es un detective del Departamento de Policía de Miami-Dade con el rango de sargento.
Es una exestrella del fútbol americano de la Universidad de la Florida quien sufrió una lesión que puso fin a su carrera deportiva. Sirvió dos veces en la Guerra de Vietnam o, como él lo llama: la "Conferencia del Sudeste Asiático".
Aparece por primera vez en el episodio piloto de Miami Vice en 1984 como un policía encubierto en la pista de un narcotraficante colombiano, conocido simplemente como "el colombiano". Mientras está de incógnito, conoce a Ricardo "Rico" Tubbs, un oficial encubierto de la policía de Nueva York quien también está tras la pista de Calderone, un narcotraficante y asesino de policías. Calderone y "el colombiano", resultan ser la misma persona. Crockett y Tubbs van encubiertos como Sonny Burnett y Rico Cooper, respectivamente, tratando de acercarse a Calderone. Tienen éxito y al final lo capturan. Justo cuando van a verlo a la cárcel, Calderone consigue que un juez lo suelte bajo fianza por US$2 000 000 y se va del país. Crockett promete a Tubbs que lo conseguirán, pero como reconciliación le pregunta si está interesado en una carrera en "Southern Law Enforcement", por ejemplo: la transferencia del NYPD al MDPD, iniciando así su nueva asociación.
Al principio, Crockett parece difícil de llevar, una noción que él mismo admite en los episodios "El Guardián del Hermano" y "Nadie vive para siempre". Es un hombre de pocas palabras con un exterior duro, pero también puede ser una persona cariñosa y cuidadosa. Su lado más suave se revela cuando víctimas inocentes mueren o sufren injusticia a manos de villanos o cuando alguien paga el precio por los errores de otros. Crockett desprecia a aquellos que usan o engañan a otros por razones egoístas. Es una persona altamente moral quien cumple asiduamente sus propias promesas y compromisos y no espera menos de los demás.
Crockett es un fumador de cigarrillos. A menudo se le ve fumando en las vigilancias y dentro del cuartel general. Tiende a fumar cuando está preocupado.
La dureza exterior de Crockett se debe en parte al tipo de trabajo que realiza y también a las duras experiencias de su pasado, la pérdida de amigos, compañeros y otras personas a las que ha tenido una relación cercana o que le han importado profundamente. De vez en cuando, estos recuerdos lo persiguen y lucha con sentimientos de culpa y por las difíciles decisiones que ha tenido que tomar. Está muy cerca de sus amigos y colegas: Switek, Zito, Gina y Trudy, así como de su supervisor, el teniente Martin Castillo de la policía de Miami y, especialmente, de su compañero Rico Tubbs. Crockett es representado como un personaje deshonesto que vive según sus propias reglas quien, a menudo, se enoja y entra en conflicto con las órdenes de sus superiores. Esta parte de su personalidad se ve acentuada por el hecho de que vive en un velero amarrado en el lujoso "Miamarina" de Miami y tiene un caimán como mascota en el mismo barco. El personaje iba a utilizar una SIG-Sauer P220 como arma principal, pero fue reemplazado por la Bren Ten.
El papel de Crockett en las investigaciones disminuye hacia el final de la serie, especialmente después de que sufre amnesia y adopta brevemente su versión de Sonny Burnett. También pierde la fe en su trabajo, al darse cuenta de que no puede ganar la batalla contra todos los cárteles de la droga y los delincuentes. Tubbs más tarde llega a la misma conclusión. Los dos renuncian a la policía y entregan sus placas en el último episodio de la serie.
El nombre "Sonny Crockett" había sido utilizado anteriormente para un criminal, interpretado por el actor Dennis Burkley en Hill Street Blues en 1983, donde el creador Anthony Yerkovich era escritor. Coincidentemente, Gregory Sierra, quien más tarde interpretó al supervisor original de Crockett, antes de que Edward James Olmos fuera elegido, apareció en los mismos episodios.

### Película
Para la adaptación cinematográfica de Miami Vice de 2006, James "Sonny" Crockett fue completamente reinventado y, por lo tanto, no tenía relación con el personaje de la serie de televisión. No tenía antecedentes, el único fue por su alias Sonny Burnett. La versión televisiva de Crockett llevaba mucho equipaje personal, por lo que el nuevo Crockett, por el contrario, podía viajar ligero y elegante, sin historias de fondo que cargaran la imagen con la exposición. La versión cinematográfica de Crockett se muestra severa, arrogante, reservadamente coqueta y un tanto impulsiva. Sin embargo, un oficial encubierto y dedicado que es leal a su equipo.

## Caracterización
Para la película de 2006, Farrell declaró:

"Si hubiera pensado en los primeros Crockett, habría tenido problemas porque habría estado discutiendo sobre los trajes que quería usar y sin calcetines con mis calzoncillos y todo ese tipo de cosas…"

Además, Farrell no buscó mucha inspiración en el retrato de Don Johnson. Sin embargo, Farrell admite en entrevistas posteriores que el "bigote de manillar" que eligió para crecer y usar para la apariencia física de Crockett, era una mala idea que deseaba haber cambiado después de verlo en la película.

## Recepción

### Premios y reconocimientos
| Año  | Resultado | Premio               | Categoría                                                         | Actor       |
| ---- | --------- | -------------------- | ----------------------------------------------------------------- | ----------- |
| 1985 | Nominado  | Premios Emmy         | Actor principal en una serie dramática                            | Don Johnson |
| 1986 | Ganador   | Premios Globo de Oro | Mejor performance por un actor en una serie de televisión - Drama | Don Johnson |
| 1987 | Nominado  | Premios Globo de Oro | Mejor performance por un actor en una serie de televisión - Drama | Don Johnson |

## Impacto en la cultura popular
En 2006, coincidiendo con el lanzamiento de la película, una figura de acción de James "Sonny" Crockett fue puesta a la venta. Incluía una figura de Crockett y un cocodrilo de plástico. En 2006, se lanzó Grand Theft Auto: Vice City Stories, que incluía un personaje basado en Crockett, quien interactúa con Lance Vance, con la voz de Philip Michael Thomas y el propio Phil Collins, que hace un performance de una versión completa del juego de " In the Air Tonight ". 
En una escena eliminada del episodio de "The Office", episodio "Special Project", "Stanley Hudson" entra en "La oficina de Andy Bernard" vestido con un traje blanco y una camisa rosa. "¿Dónde está Crockett?" A lo que Stanley responde: "Soy Crockett".
En Back to the Future: The Game, Sonny Crockett es uno de los alias que el jugador puede elegir para Marty McFly.
La historia de fondo de Sonny sobre la destreza del fútbol universitario y ser un veterano de Vietnam, se transfirió al personaje Bobby Bridges en el otro show policial de Don Johnson: Nash Bridges.
En la serie de comedia de la televisión 30 Rock, Kenneth Parcell tiene un periquito de mascota al que llamó Sonny Crockett, pero el hecho que lo haya tenido él para 60 años, sugiere que no sea nombrado para el carácter.